# 農業問題研究学会
農業問題研究学会（のうぎょうもんだいけんきゅうがっかい、英語: RURAL ISSUES ASSOCIATION OF JAPAN、略称：農問研）は、科学的な相互批判を通じて農業問題の理論的・実証的な研究をおこなうことを目的とした日本の学会。

## 沿革
- 1956年 - 農業経済学会「若手懇」有志らによる「土地問題」をテーマとした研究会として発足する[1]。
- 1959年 - 農業問題研究会が設立される
- 1999年 - 文部省学術登録団体として認可
- 2000年 - 農業問題研究学会に改称
- 2008年 - 学会創立50周年記念事業として『現代の農業問題』を公刊[2]

## 運営組織
代表幹事の招集により通常総会が毎年１回開催され、決算の承認、予算案の議決、幹事会の選出など、重要な会務が議決される。

### 歴代代表幹事
| 代 | 氏名     | 期間（年度） | 所属         |
| -- | -------- | ------------ | ------------ |
|    | 矢口芳生 | 2005 - 2006  | 東京農工大学 |
|    | 加瀬良明 | 2007         | 明治大学     |
|    | 酒井富夫 | 2008 - 2009  | 富山大学     |
|    | 津田渉   | 2010 - 2011  | 秋田県立大学 |
|    | 荒井聡   | 2012 - 2013  | 岐阜大学     |
|    | 香月敏孝 | 2014 - 2015  | 愛媛大学     |
|    | 山崎亮一 | 2016 - 2017  | 東京農工大学 |
|    | 磯田宏   | 2018 -       | 九州大学     |